# Amanita ocreata
Amanita ocreata és una espècie bolet agarical de la família de les amanitàcies (Amanitaceae). És una espècie verinosa mortal present al nord-est pacífic i la província florística de Califòrnia, a Amèrica del Nord, i s'associa amb els roures. Els grans cossos fructificants (els bolets) solen aparèixer a la primavera; el pileus pot ser blanc o ocre i sovint desenvolupa un centre marronós, mentre que l'estípit, l'anell, la lamel·la i la volva són tots blancs.